# Vilallonga del Camp
Vilallonga del Camp è un comune spagnolo di 1 245 abitanti situato nella comunità autonoma della Catalogna.